# Łukasz Mierzejewski
Łukasz Mierzejewski (Ciechanów, Polonia, 31 de agosto de 1982) es un futbolista polaco que juega como centrocampista en el Górnik Łęczna de la Ekstraklasa de Polonia.

## Clubes
| Club                       | País    | Año         |
| -------------------------- | ------- | ----------- |
| Lechia Gdańsk              | Polonia | 1999        |
| Legia de Varsovia          | Polonia | 2000-2002   |
| ŁKS Łódź                   | Polonia | 2002 - 2003 |
| Świt Nowy Dwór Mazowiecki  | Polonia | 2003 – 2004 |
| Zagłębie Lubin             | Polonia | 2004-2007   |
| Widzew Łódź                | Polonia | 2007 - 2009 |
| KS Cracovia                | Polonia | 2009 - 2011 |
| A. O. Kavala               | Grecia  | 2011        |
| Podbeskidzie Bielsko-Biała | Polonia | 2012        |
| HNK Rijeka                 | Croacia | 2012 - 2013 |
| Górnik Łęczna              | Polonia | 2014-       |